# Roger III. (Carcassonne)
Raimund Roger (franz: Raymond Roger, okzit: Ramon Roger) († 1067) war seit 1061 als Roger III. Graf eines Teils und seit 1067 Graf von ganz Carcassonne. Weiterhin war er Vizegraf von Béziers und Agde und seit 1062 auch Graf von Razès. Er war der einzige Sohn seines Vorgängers Graf Peter Raimund und dessen Frau Rangarde.
Graf Roger III. konnte 1062 eine bedeutende Ausweitung seiner Macht verzeichnen als sein Cousin Graf Raimund II. von Razès verstarb. Denn diese, dem Carcassès benachbarte, Grafschaft wurde danach mit der von Carcassonne vereinigt.
Im Jahr 1064 bestätigte Roger III. seinem Cousin Roger I. von Foix, der als Graf Roger II. in einem Teil von Carcassonne wirkte, seine Erbrechte auf die gesamte Grafschaft, falls Roger III. ohne männlichen Nachkommen sterben sollte. Damit entsprach er der Erbregelung seines und Rogers von Foix Vorfahren Graf Roger I. dem Alten. Weiterhin gewährte Roger III. seinem Cousin Waffenhilfe gegen jeden Aggressor, der gegen ihn auftreten sollte. Nur die Grafen von Toulouse sollten davon ausgenommen werden, da Roger III. deren Lehnsherrschaft auf Carcassonne bereits anerkannt hatte, ein Umstand, der für die weitere Geschichte des Languedoc von großer Bedeutung sein wird.
Im Jahr 1067 starb jedoch Graf Roger I. von Foix vor Roger III., der die Anteile des Toten an Carcassonne an sich nahm, somit konnte er die gesamte Grafschaft unter sich vereinen. Graf Roger III. starb jedoch selber wenig später.

## Anmerkung
1. ↑  Aufgrund der Namensgleichheit mit seinem väterlichen Großvater wird Roger III. oft auch als Raimund Roger II. geführt.

| Personendaten    | Personendaten                              |
| ---------------- | ------------------------------------------ |
| NAME             | Roger III.                                 |
| ALTERNATIVNAMEN  | Raimund Roger; Raymond Roger (französisch) |
| KURZBESCHREIBUNG | Graf von Carcassonne                       |
| GEBURTSDATUM     | 10. Jahrhundert oder 11. Jahrhundert       |
| STERBEDATUM      | 1067                                       |